# Hellange
Hellange är en ort i Luxemburg.   Den ligger i distriktet Luxemburg, i den södra delen av landet, 12 kilometer söder om huvudstaden Luxemburg. Hellange ligger 256 meter över havet och antalet invånare är 629.
Terrängen runt Hellange är platt.  Runt Hellange är det ganska tätbefolkat, med 93 invånare per kvadratkilometer.. Närmaste större samhälle är Luxemburg, 11,7 kilometer norr om Hellange. 
Trakten runt Hellange består till största delen av jordbruksmark.